# Barbacoll de corona rogenca
El barbacoll de corona rogenca (Cyphos macrodactylus) és una espècie d'ocell de la família dels bucònids (Bucconidae) que habita formacions boscoses des de l'est de Colòmbia i sud de Veneçuela, cap al sud, a través de l'est de l'Equador i de Perú fins al nord de Bolívia i oest del Brasil. És l'únic del gènere Cyphos Spix, 1824, si bé ha estat inclòs tradicionalment a Bucco.